# Vol sense motor

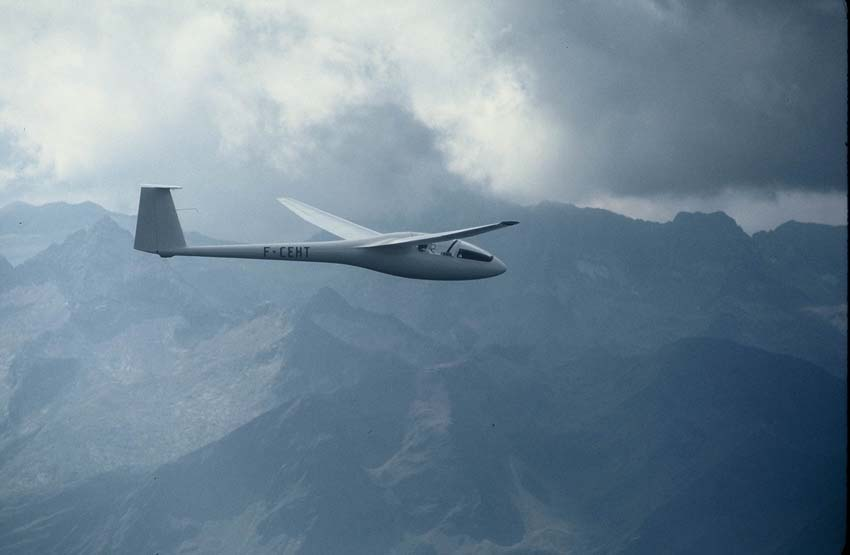
LS1 de l'aeroclub de Nogarò en vol d'ona sobre els Pirineus

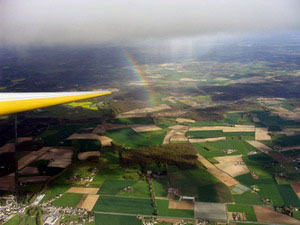
Arc iris vist des d'un planador

El vol sense motor o vol a vela és una activitat de lleure i competició durant la qual els pilots utilitzen una aerodina anomenada planador o veler. La pràctica consisteix a explotar els corrents d'aire ascendents o «ascensions» amb un planador per tal de recórrer la major distància possible. És la tècnica que més imita el vol dels ocells.
Mentre que alguns pilots aprecien la llibertat, el plaer estètic i l'alegria de fer anar les seves màquines, d'altres es concentren en el seu rendiment en competicions durant les quals l'objectiu és completar al més ràpidament possible un recorregut determinat per punts de viratge. Aquests esdeveniments posen a prova les capacitats dels pilots i copilots (en el cas de màquines biplaça) de reconèixer i utilitzar les condicions aerològiques, així com les seves qualitats de pilotatge i navegació. Existeix també una pràctica acrobàtica anomenada acrobàcia aèria en planador.
Els recorreguts poden ser de diferents tipus:
- amb objectius fixos en un mínim de temps;
- un circuit lliure on només la distància es té en compte;
- la major distància possible en una durada fixa.